# موراوکا
موراوکا (به لاتین: Muravka) یک منطقهٔ مسکونی در روسیه است که در استان آمور واقع شده‌است.